# Рейды на рассвете
Рейды на рассвете (англ. Dawn raids) — форма антимонопольного контроля, в рамках которой антимонопольные проверки деятельности фирм и индивидуальных предпринимателей проводятся без предупреждения.

## Общая информация
Антимонопольным органам различных государств регулирующим их деятельность законодательством обычно предоставляются полномочия по проведению проверок соблюдения антимонопольного законодательства фирмами и индивидуальными предпринимателями (далее – предприятия). В определённых случаях такие проверки могут проводиться без заблаговременного уведомления подпадающего под проверку предприятия. В специализированной литературе и экспертном сообществе проверки, совершаемые без предварительного уведомления, получили неофициальное название «рейдов на рассвете» (dawn raids).
Основным аргументом, приводимым в пользу такой практики, является необходимость предотвратить сокрытие предприятиями доказательств совершения ими антимонопольных правонарушений, которое может произойти после получения уведомления.
Одним из наиболее важных аспектов рейдов на рассвете является решение в законодательстве вопроса о том, должен ли антимонопольный орган предварительно получать судебную санкцию на проведение рейда. Возможны и существуют на практике три варианта решения этого вопроса:
1)	В законодательстве устанавливается обязательность получения судебной санкции на любые рейды на рассвете (США, Австралия, Ирландия, Гонконг, Германия).
2)	Судебная санкция является обязательной в определённых случаях. Например, в Великобритании в случае осуществления рейда на рассвете без судебного ордера инспекторы могут лишь запрашивать документы, но не самостоятельно обыскивать помещения предприятия.
3)	Судебная санкция законодательством не требуется (ЕС, Швейцария, Индия, Бельгия).
Рейды на рассвете в зависимости от юрисдикции могут проводиться либо только по делам о картелях (США, Германия), либо по более широкому кругу дел (ЕС). Полномочия должностных лиц при проведении рейдов и обязанности проверяемых предприятий и должностных лиц существенно различаются в зависимости от юрисдикции. Например, должностные лица Европейской комиссии не вправе применять силу при проведении рейда, а должностные лица уполномоченного органа Бельгии – вправе. Предприятия и должностные лица обязаны содействовать должностным лицам Еврокомиссии при проведении рейда (active duty to cooperate), в то время как такая обязанность отсутствует при проведении рейдов уполномоченным органом Германии.
Частота использования рейдов на рассвете в различных странах также варьируется. Согласно рейтингу антимонопольных ведомств журнала Global Competition Review за 2013 г., лидерами по количеству проверок были Австрия (18), Греция (25), Корея (22), Польша (18), Россия (27), Турция (48), Чехия (18).
Имеющиеся исследования указывают на наличие существенного негативного эффекта рейдов на рассвете на финансовое положение проверяемых компаний ЕС. Так, Гюнстер и Ван Дийк делают вывод о среднем снижении цены акций проверяемых компаний на 5% после проведения рейда на рассвете. Более раннее исследование Лангуса и Мотты содержало оценку снижения капитализации на уровне 2%.

## Практика отдельных стран

### США
В США рейды на рассвете совершаются в рамках расследований уголовных дел о картелях. Рейды проводятся агентами Антимонопольного отдела Департамента Юстиции (Department of Justice).
Рейды осуществляются на основании ордера (search warrant), выдаваемого окружным судьей. Для выдачи ордера у судьи должно быть достаточное основание (probable cause) полагать, что проверяемое предприятие виновно в участии в картеле. Ордер должен содержать описание проверяемых помещений и описание подлежащих изъятию документов. Проводящие обыск агенты не вправе обыскивать помещения и изымать документы, не соответствующие описанию, содержащемуся в ордере.
Агенты вправе изымать документы, компьютеры и другие электронные устройства и носители информации. Агенты также вправе проводить обыски в жилых помещениях сотрудников проверяемого предприятия. Агенты вправе допрашивать сотрудников предприятия, но сотрудники вправе отказаться от допроса.

### Европейский Союз
В Европейском Союзе полномочия в области защиты конкуренции предоставлены в том числе Европейской комиссии (Еврокомиссия), а в её рамках - Европейскому комиссару по вопросам конкуренции (далее - Еврокомиссар), который имеет в своем подчинении соответствующий генеральный директорат. Генеральный директорат осуществляет два типа рейдов на рассвете: обычные инспекции и обязательные инспекции (inspections pursuant to a binding decision).
Проверяемое предприятие может отказаться от обычной проверки, но не от обязательной. Формально, судебная санкция на проведение рейда на рассвете не требуется ни для обычных, ни для обязательных проверок. Для проведения последних необходимо решение комиссара. Единственным исключением являются проверки, проводимые в жилых помещениях директоров и других сотрудников предприятий.
На практике, Еврокомиссия зачастую запрашивает при проведении рейдов содействие национальных антимонопольных органов стран ЕС с целью обеспечить беспрепятственное проведение рейда. В тех странах, где национальным антимонопольным органам требуется получение судебной санкции на проведение рейдов, Комиссия должна лишь предоставить соответствующему суду доказательства наличия у неё достоверной информации о нарушении, но не саму информацию.
Практикой судов ЕС были выработаны определённые ограничения на полномочия Еврокомиссии по проведению проверок. Например, в 2012 г. решениями Европейского суда общей юрисдикции по делам Nexans v Commission и Prysmian v Commission была, по сути, признана незаконной практика Еврокомиссии по проведению т.н. «фишинговых рейдов», т.е. рейдов на рассвете, осуществляемых без достаточного основания предполагать наличие нарушения и (или) в отношении необоснованно широкого круга товаров и услуг.
Объектами проверки могут быть не только помещения, транспортные средства и территория предприятий, но и жилые помещения директоров и других сотрудников предприятий. Для санкционирования судом подобных проверок Еврокомиссии необходимо доказать наличие разумных подозрений о том, что доказательства антимонопольных правонарушений могут храниться в соответствующих помещениях.
При совершении проверки инспекторы Еврокомиссии вправе копировать документы, которые они посчитают релевантными для целей проверки, но не изымать их. Инспекторы также вправе допрашивать сотрудников предприятия. Последние вправе не отвечать на вопрос, если ответ подразумевает признание вины. Препятствование проведению проверки, нарушение целостности печатей на опечатанных объектах и подобные нарушения могут повлечь за собой крупные штрафы в процентах от мирового оборота предприятия.

### Россия
В России антимонопольный контроль осуществляет Федеральная антимонопольная служба РФ (ФАС). Федеральный закон «О защите конкуренции» в ст. 25.1 напрямую не уполномочивает ФАС проводить рейды на рассвете ни с судебной санкции, ни без её наличия. Хотя закон содержит положения о проведении выездных внеплановых проверок, в отношении них предусмотрена необходимость предварительного уведомления проверяемого лица.
Тем не менее, ФАС широко использует практику проведения внеплановых выездных проверок без уведомления. Судебная коллегия Высшего арбитражного суда РФ (ВАС) в августе 2013 г. отказалась в решении по делу компании «Аргус-Спектр» признать подобную практику не соответствующей антимонопольному законодательству. Однако 24 декабря 2013 г. Президиум ВАС отменил решение коллегии и направил дело на новое рассмотрение.
Существенным отличием российских норм и судебной практики, регулирующих проведение внеплановых проверок, от зарубежного опыта является отсутствие закрепления в законодательстве или судебной практике необходимости наличия у ФАС достаточных оснований полагать, что проверяемая организация совершила или совершает антимонопольное правонарушение. Методические рекомендации ФАС предполагают возможность проведения внеплановых выездных проверок без возбуждения антимонопольного дела с целью выявления признаков нарушения антимонопольного законодательства. Подобное положение дел существенно осложняет для подвергшихся проверке предприятий возможность обжаловать в суде решения ФАС о проведении таких проверок, при том, что получения судебной санкции на их проведение, согласно сложившейся судебной практике, ФАС также не требуется.
В январе 2014 г. Министерство экономического развития РФ выступило с предложениями по реформированию ФАС, одним из которых является закрепление в законодательстве возможности проведения рейдов на рассвете только с санкции суда.